# Muscaris
Muscaris ist eine 1987 gezüchtete pilzwiderstandsfähige weiße Rebsorte. Sie hat eine hohe bis sehr hohe Toleranz gegenüber Pilzkrankheiten und ermöglicht dadurch eine Reduktion des chemischen Pflanzenschutzmittelaufwandes.

## Herkunft, Abstammung
Solaris x Gelber Muskateller.
Muscaris wurde am Staatlichen Weinbauinstitut Freiburg durch Norbert Becker aus den Sorten Solaris (als Muttersorte, ♀) und Gelber Muskateller (als Vatersorte, ♂) gekreuzt. Die Rebsorte Solaris wiederum ging aus den Elternsorten Merzling (als Muttersorte, ♀) und Gm 6493 (als Vaterpopulation, ♂) hervor.

## Verbreitung
In Deutschland wurde 2020 eine Fläche von 88ha ausgewiesen. In Österreich wurde 2020 eine Fläche von 52ha erfasst, in der Schweiz betrug die Anbaufläche 2020 17ha.

## Ampelografische Merkmale
In der Ampelografie wird der Habitus folgendermaßen beschrieben:
- Die Triebspitze ist schwach wollig behaart.[5]
- Der Triebwuchs ist stark.
- Das Blatt ist fünfeckig mit 3–5 Lappen und hat ein V-Profil; Die Blattspreite ist schwach gewaffelt und schwach blasig; die Stielbucht ist offen bis wenig offen mit V-förmiger Basis.
- Die Traube mittel bis groß mit wenig kompakten mittelgroßen Beeren.

Reife: mittel

## Eigenschaften
Vorteilhaft ist die hohe bis sehr hohe Toleranz der Pilzkrankheiten Echter Mehltau sowie Falscher Mehltau und Botrytis. Wegen des höheren Säuregehalts ist eine Eignung für die Sekterzeugung gegeben. Die Winterfrostfestigkeit ist gut. Der Ertrag ist mittelhoch, aber etwas instabil.
Auf wüchsigen Standorten ist mehr Laubarbeit notwendig. Die Sorte hat einen erhöhten Bedarf am Nährstoff Magnesium – ansonsten tritt typisches Mangelsyptom auf (Blattgilbung).

## Wein
Die Weißweine sind schlank bis kräftig-stoffig, verfügen über eine kräftige Säure sowie ein von Muskatnoten bestimmtes intensives Bouquet.